# Acacia lobulata
Acacia lobulata é uma espécie de leguminosa do gênero Acacia, pertencente à família Fabaceae.